# آقای میاگی
ناریوشی کیسوکه میاگی (۹ ژوئن ۱۹۲۵ – ۱۵ نوامبر ۲۰۱۱)، که معمولاً با نام آقای میاگی (انگلیسی: Mr. Miyagi) شناخته می‌شود، یک شخصیت خیالی در مجموعه فیلم‌های اصلی بچه کاراته‌کار (۱۹۸۴–۱۹۹۴) است. او یک استاد کاراته (با بازی پت موریتا) که مربی دنیل لاروسو و جولی پیرس بود. اگرچه او در سال ۲۰۱۱ درگذشت، ولی نام او به‌طور مکرر در سریال کبرا کای (۲۰۱۸–اکنون) مورد اشاره قرار می‌گیرد. ابوالفضل فلی 